# Psammal
Psammal – obszar nie zarośniętego dna piaszczystego do którego zaliczamy niestabilne i skąpo zasiedlone piaski strefy brzegowej (arenal) oraz głębsze obszary piaszczystego dna. Strefę tę zamieszkuje mało zróżnicowany, aczkolwiek liczny zoobentos.